# Макаревич Михайло Леонтійович
Макаревич Михайло Леонтійович (1901—1988) — український археолог; дослідник пам'яток трипільської культури; науковий співробітник сектору археології докласового суспільства (1938 — червень 1941); молодший науковий співробітник відділу археології первісного суспільства (1946 — до 18.03.1963) Інституту археології.
Народився в м. Бердичеві 24 липня 1901 року. Закінчив музейний відділ Київського художнього інституту у 1929 році. Працював з 1930 по 1935 роки в Інституті історії матеріальної культури ВУАН художником та креслярем. З 1938 і до 1963 рік — науковим співробітником ІА АН УРСР. Досліджував пам'ятки трипільської культури та ранньої бронзи. Брав участь у трипільських експедиціях: розкопки у с. Білий Камінь і Рогізка в 1928 році, у Колодяжному, у 1929—1930 роках, на Коломийщині в 1930-х роках, в Городському у 1939 році, а також у розкопках у Михайлівні у 1940-х роках, у Паволочі у 1948 році і на Південному Бузі у Транівці та Сабатинівці у 1950—1960-х роках.

## Наукові праці
- Михайло Макаревич. Середньобузька експедиція по дослідженню пам'яток трипільської культури // Археологічні пам'ятки УРСР. — 1952. — С. 89—95.